# インプレコール

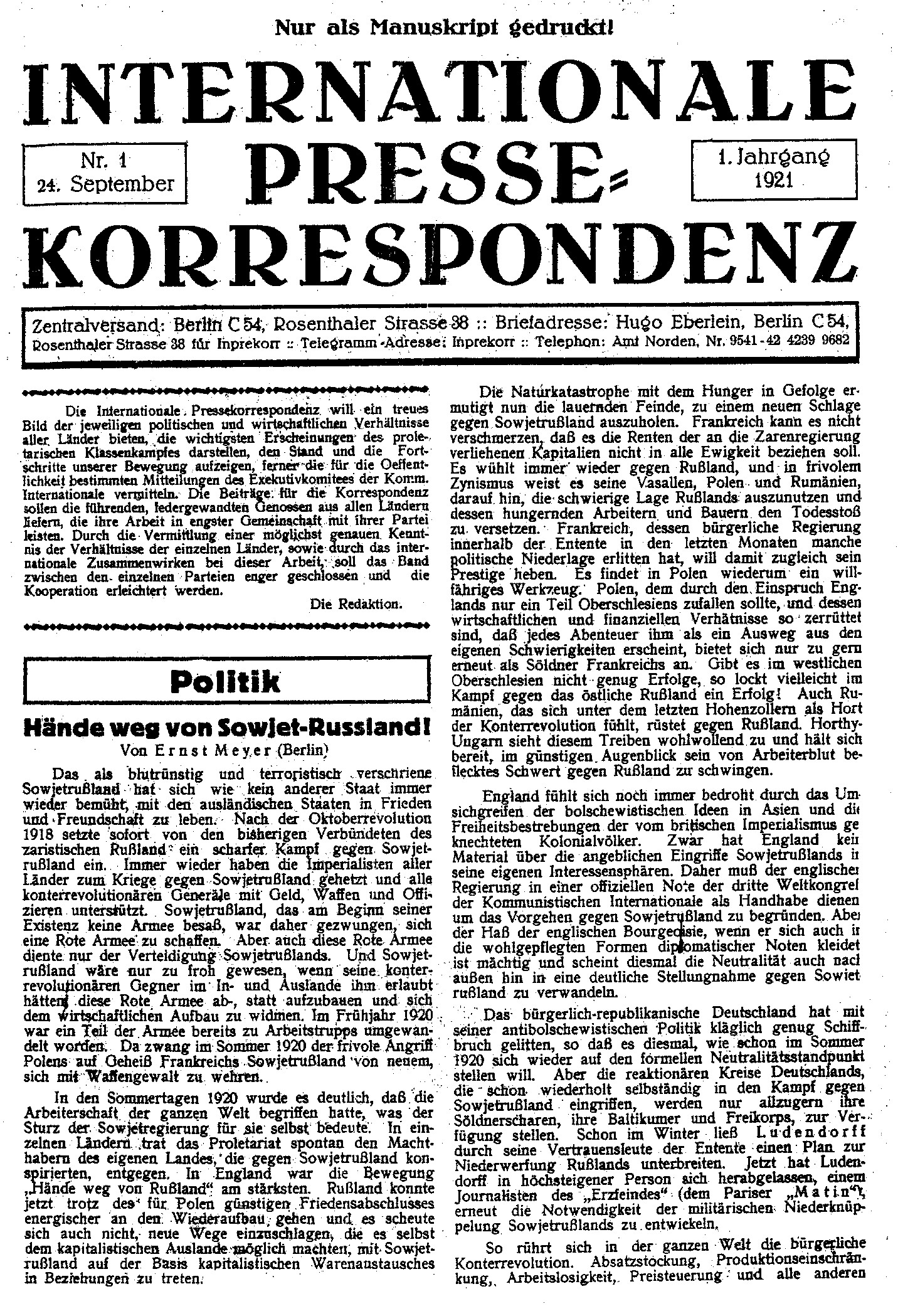
『インプレコール』ドイツ語版創刊号、1921年9月24日付

『インプレコール』（ドイツ語: Inprekorr、英語: Inprecor）は、コミンテルンの刊行物のひとつで、英語: International Press Correspondence（インターナショナル新聞通報）の略称である
。
1921年に創刊され、ドイツ語、英語、フランス語で発行された。